# The Knot
A The Knot (egyszerűsített kínai: 雲水謠 , hagyományos kínai: 云水谣 pinjin: Yún shǔi yáo, irodalmi: The Song of the Clouds and Waters) egy 2006-os kínai film Yin Li rendezte. A filmet jelölték a 80. Oscar-gálán a Oscar-díj a legjobb idegen nyelvű filmnek kategóriában, de nem nevezték. A 2007-es Golden Rooster Awards-on a legjobb film díját elnyerte, 2008-ban jelölték a Hundred Flowers Awards filmes díjra.

## Szereplők
- Chen Kun
- Vivian Hsu
- Li Bingbing
- Ah Leh Gua
- Isabella Leong
- Steven Cheung

## Külső hivatkozások
- IMDb
- The Knot Archiválva 2011. február 13-i dátummal a Wayback Machine-ben dianying.com: Kínai filmes adatbázis